# Andrea Rost

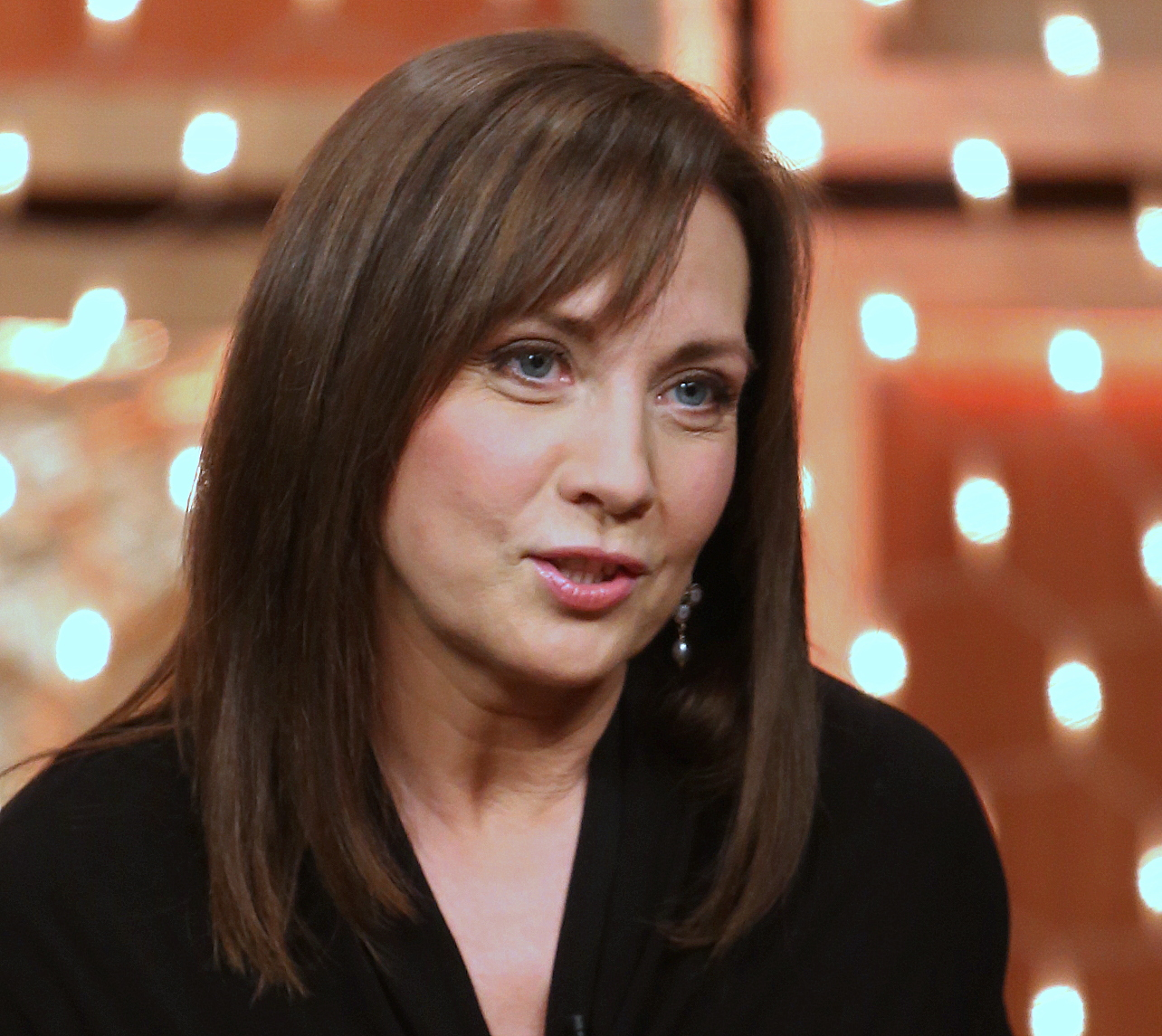
Andrea Rost

Andrea Rost (Budapest, 15 giugno 1962) è un soprano ungherese.

## Biografia
Andrea Rost ha studiato e ha conseguito il diploma di canto presso l'Accademia Musicale Ferenc Liszt di Budapest. Nel 1987 si esibisce per la prima volta in pubblico nella Messa in Do minore K 427 di Mozart, diretta da Helmuth Rilling. 
Il suo debutto ufficiale nel mondo della lirica avviene due anni più tardi (1989) presso il Teatro dell'Opera della sua città natale in Romeo e Giulietta di Charles Gounod.
Al Wiener Staatsoper nel settembre 1991 debutta come Eine Modistin in Der Rosenkavalier con Lucia Popp e Barbara Bonney, in novembre è Zerlina in Don Giovanni (opera) con Ferruccio Furlanetto ed in dicembre Rosina ne Il barbiere di Siviglia (Rossini) con William Matteuzzi, nel 1992 è Susanna ne Le nozze di Figaro, Giannetta ne L'elisir d'amore con Luciano Pavarotti e Rolando Panerai, come 1. Blumenmädchen/2. Gruppe in Parsifal e Johanna in Baal (Brecht), nel 1993 Lucia di Lammermoor ed Adina ne L'elisir d'amore, nel 1994 è Gilda in Rigoletto con Roberto Alagna e Renato Bruson e diretto da Riccardo Muti alla Scala, nel 1997 è Pamina in Die Zauberflöte, nel 1999 è Violetta Valéry ne La traviata e nel 2002 è Giulietta in Romeo e Giulietta. Complessivamente la Rost ha cantato in 105 rappresentazioni viennesi fino al 2004.
All'Opéra National de Paris nel 1994 è Susanna ne Le nozze di Figaro con Ferruccio Furlanetto, nel 1996 è Lucia di Lammermoor e Gilda in Rigoletto e nel 2000 è Antonia in Les contes d'Hoffmann con Samuel Ramey.
Andrea Rost ha fatto il suo primo ingresso nel Teatro alla Scala di Milano nell'ambito della stagione lirica 1994, interpretando Gilda nella prima rappresentazione di Rigoletto diretto da Riccardo Muti. Sono al suo fianco Renato Bruson, ancora nel pieno delle proprie facoltà vocali e Roberto Alagna. Il successo di critica e di pubblico ottenuto si ripeterà l'anno successivo a Milano (1995) con il Flauto Magico (Die Zauberflöte), sempre diretto dal maestro Muti, dove il soprano ungherese interpreta il ruolo di Pamina nella serata d'inaugurazione della stagione ripresa dalla RAI. 
Nel 1996 partecipa al concerto di Natale della Scala trasmesso da Rai Uno diretta da Muti, nel 1997 canta nella Sinfonia n. 4 (Mahler) diretta da Riccardo Chailly trasmessa da Retequattro, è Susanna ne Le nozze di Figaro e Violetta Valéry ne La traviata diretta da Muti, nel 1998 canta musiche di Giovanni Battista Pergolesi nel concerto di Natale diretto da Muti trasmesso da Rai Uno, nel 2003 è Desdemona nella trasferta al NHK di Tokyo di Otello (Verdi) con Leo Nucci diretta da Muti e nel 2006 è sempre Gilda nella prima di Rigoletto con Nucci, diretta da Chailly.
Al Royal Opera House di Londra nel 1995 è Susanna ne Le nozze di Figaro diretta da Bernard Haitink, nel 1996 è Violetta Valéry ne La traviata con Ramón Vargas, nel 1997 Elisabetta nella prima rappresentazione in concerto alla Royal Festival Hall di Elisabetta al castello di Kenilworth di Gaetano Donizetti con Juan Diego Flórez e nel 2003 Lucia di Lammermoor.
Negli anni novanta la Rost è invitata ripetutamente a cantare al Festival di Salisburgo e in altri importanti teatri lirici europei.
Nel mese di maggio del 1996, si esibisce, assieme a Diana Ross, Plácido Domingo e José Carreras a Budapest, al Ferenc Puskàs Stadium e canta Brindiamo ( dalla Traviata di Verdi e, sempre a dicembre dello stesso anno, si esibisce per la prima volta al Metropolitan di New York nel ruolo di Adina (L'elisir d'amore). 
Nel celebre teatro americano interpreterà nel 1999 anche Gilda (Rigoletto) con Vargas e Lucia (Lucia di Lammermoor), 
nel 2003 Violetta ne La traviata e nel 2005 Susanna ne Le nozze di Figaro diretta da James Levine.
Nel 1997 è Lucia di Lammermoor al Edinburgh International Festival.
Fra le sue più recenti, importanti interpretazioni, ricordiamo quella di Pamina, (Los Angeles 2002) ne Il flauto magico (Die Zauberflöte), ruolo che interpreterà tre anni più tardi anche a Washington, Susanna ne Le nozze di Figaro (Metropolitan, 2006) e Blanche ne I dialoghi delle carmelitane (Les dialogues des Carmélites) di Francis Poulenc (Madrid 2006).
All'Opera di Chicago nel 1996 è Zerlina in Don Giovanni con Bryn Terfel e Carol Vaness e Violetta Valéry ne La Traviata.
Al Washington National Opera è Violetta ne La traviata nel 2004.
Nel 2012 tiene un recital ed è Rosalinde in Die Fledermaus con Danielle de Niese al La Monnaie/De Munt di Bruxelles ed è La Contessa di Almaviva ne Le nozze di Figaro, canta nel Requiem (Verdi), è Desdemona in Otello (Verdi) ed è Mimì ne La Bohème al Teatro dell'Opera di Budapest.
Nel 2013 è Konstanze in Die Entführung aus dem Serail a Budapest e Donna Anna in Don Giovanni (opera) al Theatro Municipal di San Paolo con Nicola Ulivieri.
Nel 2014 è Cio-cio-san in Madama Butterfly al Teatro Nazionale di Seghedino.

## Tecnica vocale e repertorio
Dotata di una grande duttilità vocale, di una indiscutibile avvenenza fisica e di notevoli qualità interpretative, Andrea Rost è riuscita a imporsi fin dalla prima metà degli anni novanta del Novecento presso un vasto pubblico internazionale, sia europeo che americano. È considerata una delle massime interpreti del repertorio Mozartiano e di quello italiano dell'Ottocento, dove il suo timbro, e più in generale, le sue caratteristiche vocali si sono espresse pienamente. Si è cimentata, anche se meno frequentemente, in alcuni personaggi legati al repertorio lirico francese della seconda metà del XIX secolo (Gounod e Bizet in particolare). È stata diretta da alcuni grandi maestri italiani e stranieri, fra cui Riccardo Muti e James Levine.
Fra le sue interpretazioni più significative ricordiamo: Susanna (Le nozze di Figaro), Pamina (Il flauto magico, Die Zauberflöte), Donna Anna (Don Giovanni), Rosina (Il barbiere di Siviglia), Adina (L'elisir d'amore), Lucia (Lucia di Lammermoor), Gilda (Rigoletto), Violetta Valéry (La traviata), Giulietta (I Capuleti e i Montecchi), Giulietta (Romeo e Giulietta), e Micaëla (Carmen). Solo raramente ha affrontato ruoli legati ad opere della giovane scuola italiana (ha interpretato ripetutamente il personaggio di Mimi ne La bohème).

## Discografia selettiva
Riportiamo qui di seguito alcune fra le incisioni più significative di Andrea Rost:
- Don Giovanni di Wolfgang Amadeus Mozart; James Conlon (direttore); Coro e Orchestra del Teatro dell'Opera di Colonia; Thomas Allen (Don Giovanni), Ferruccio Furlanetto (Leporello), Andrea Rost (Zerlina), Carol Vaness; Arthaus Musik, 1991
- Rigoletto di Giuseppe Verdi; Riccardo Muti (direttore); Orchestra e Coro del Teatro alla Scala di Milano; Renato Bruson (Rigoletto), Andrea Rost (Gilda), Roberto Alagna (Il duca di Mantova), Dimitri Kavrakos (Sparafucile) - registrazione dal vivo effettuata presso il Teatro della Scala nel 1994, Sony Classical, 1995,
- Lucia di Lammermoor di Gaetano Donizetti; Charles Mackerras (direttore); Orchestra e Coro Hannover Band di Hannover; Andrea Rost (Lucia), Anthony Michaels-Moore (Lord Enrico Ashton), Bruce Ford (Sir Edgardo di Ravenswood) - registrazione presso la EMI di Abbey Road nel 1997, Sony Classical 1998
- Mendelssohn: Elias, Herbert Lippert/Michael Volle/Andrea Rost/Thomas Cooley/Letizia Scherrer/Marjana Lipovsek/Wolfgang Sawallisch/Symphonieorchester des Bayerischen Rundfunks/Bavarian Radio Chorus/Barbara Fleckenstein, Profil
- Che cosa è amor: Mozart Arias, Andrea Rost/Franz Liszt Chamber Orchestra/Tamás Pál, 2004 Warner